# 拉索沃
拉索沃（法語：La Sauve，法語發音：[la sov]）是法国吉伦特省的一个市镇，属于波尔多区。

## 地理
拉索沃（44°46'10"N, 0°18'43"W）面积18.64 平方千米，位于法国新阿基坦大区吉倫特省，该省份为法国西南部沿海省份，是法國本土面积最大的省，北起滨海夏朗德省，西临大西洋，南至朗德省，东南接洛特-加龍省，东临多爾多涅省。
与拉索沃接壤的市镇（或旧市镇、城区）包括：卡米亚克和圣但尼、卡皮扬、克雷翁、屈尔桑、欧克斯、圣莱昂、塔尔贡。

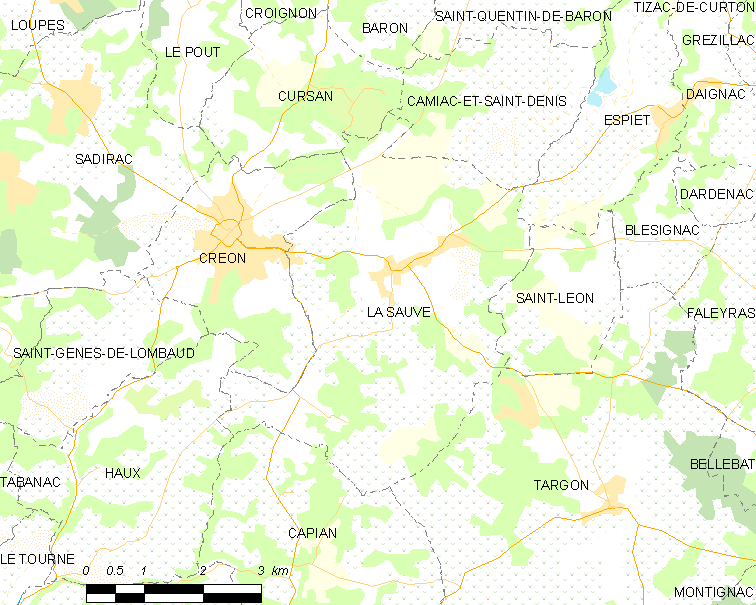
拉索沃的OSM定位图

拉索沃的时区为UTC+01:00、UTC+02:00（夏令时）。

## 行政
拉索沃的邮政编码为33670，INSEE市镇编码为33505。

## 政治
拉索沃所属的省级选区为海间县。

## 人口

1962-2008年间拉索沃人口变化图示

拉索沃于2022年1月1日时的人口数量为1594人。